# Champagnac (Cantal)
Champagnac é uma comuna francesa na região administrativa de Auvérnia-Ródano-Alpes, no departamento de Cantal. Estende-se por uma área de 27,9 km². Em 2010 a comuna tinha 1 096 habitantes (densidade: 39,3 hab./km²).